# Silbermühle (Norden)
Die Silbermühle, auch Scheepker-Mühle oder Scheepker’sche Windmühle, war eine zweistöckige Holländerwindmühle an der Königsberger Straße im Ortsteil Neustadt der Stadt Norden im Landkreis Aurich (Ostfriesland). Das Bauwerk war eine von ehemals 14 Windmühlen im Gebiet der Stadt Norden.

## Geschichte
Gebaut wurde die Getreidemühle 1894. Baulich interessant war der quadratische Unterbau unter dem achteckigen Aufbau mit Galerie. Der Mühlenbetrieb wurde im Jahr 1969 eingestellt und das Gebäude in den 1970er und 1980er Jahren als Diskothek und Gaststätte „Alte Mühle“ genutzt. Später wurden die Flügel demontiert. Im Sommer 2018 brannte es im Gebäude. Nachdem im April 2022 der Abbruch beantragt worden war, kam es zu Protesten aus der Bevölkerung, die auch eine Petition umfassten. Nachdem die Abbrucharbeiten im Mai zunächst unterbrochen wurden, weil seltene Tiere in der Mühle vermutet wurden, wurde der Abriss der Mühle im August 2022 fortgeführt.